# 林田十郎

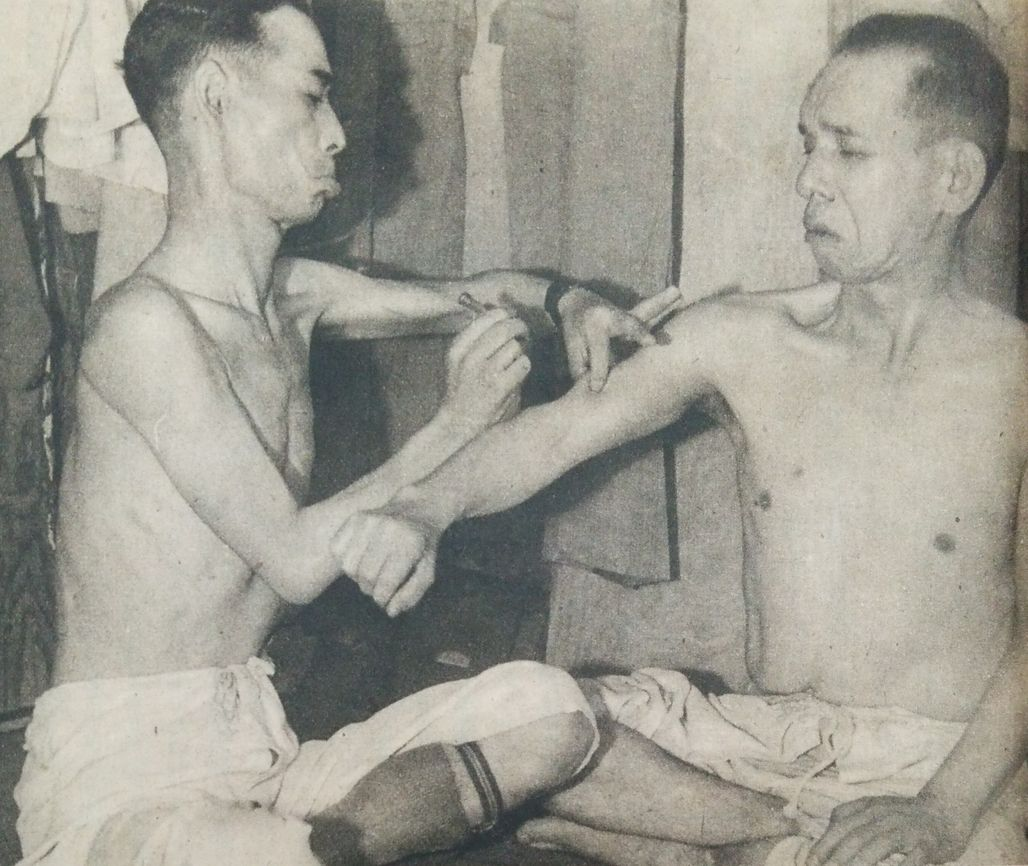
覚せい剤と思われる注射姿の林田十郎（左）と芦乃家雁玉（右）。1948年

林田 十郎（はやしだ じゅうろう、1900年6月11日 - 1967年3月24日）は、漫才師。本名は吉田留吉。兵庫県神戸市の生まれ。愛称はすらっとした細身の体だったため「サイラ」（さんまの別名。）、または「十さん」。

## 人物と芸風
師匠は仁輪加師の大和家小宝楽（落語家の初代桂南天の父親）で大和家楽三郎と名乗り大阪の弥生座で初舞台を踏む（一説には市川多三郎門下で4歳で初舞台）。その後父の死で旅回りの役者林田多平に林田五郎ともに養子になる。6歳で嵐三五郎（代数不明）の一座で子役、1918年に小宝楽の師匠大和家宝楽の一座ですらっとした細身の体を生かして女形のモダンガールをしていた。1926年に白粉がもとで鉛毒に侵され漫才に転向し吉本興業の専属となる。いろいろコンビを変えたが、1928年に元落語家の芦乃家雁玉と漫才コンビ結成。雁玉ともに戦時中は一座「コロッケ劇団」を結成しドサ周りや京都の富貴に出る。なお雁玉とコンビを組んでいたときの出囃子は「大拍子」。
『上方演芸会』（NHK大阪放送局制作）の司会を永く務め、独特の調子の「こんばんわ」で全国的な知名度を得る。当番組は上方漫才ブームを引き起こし、戦後の漫才復興に大きな役割を果たした。
雁玉が「タコ壺」とあだ名されたのに対して十郎はサイラ（サンマの事）と呼ばれた。
1950年より関西演芸協会副会長も務めた。
映画にも十郎とのコンビで出演し人気を博す。1958年に角座のこけら落としで大トリを務めるなど上方漫才の大御所となったが、1958年に仕事先の南紀白浜で脳出血で倒れ、雁玉とのコンビ解消。1959年11月に角座で引退興行。以後は闘病しながら静かに暮らし、孫にも恵まれた。1967年に大阪府松原市の自宅で死去。66歳没。
法名は「釋良信」。墓所は一心寺。

## 弟子
- 林田蜂郎